# Keveháza (Bój Hunnów)

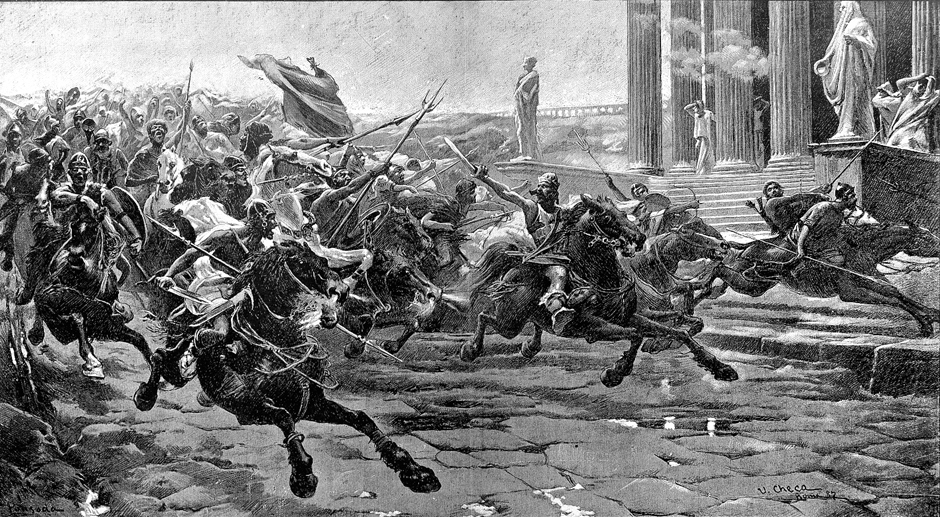
Ulpiano Checa, Hunowie w Italii

Keveháza – poemat epicki węgierskiego romantycznego poety Jánosa Aranya, opublikowany w 1853. Akcja utworu toczy się w VI wieku (540), w czasie walk z zagrażającymi całej Europie Hunami. Wśród bohaterów są Rzymianin Makryn i Sas Dytrych. Utwór jest napisany strofą ośmiowersową.

Mért vijjog a saskeselyű?
Mért szállong a turul s ölyű,
Hadintéző, baljós madár,
Széles Dunának partinál? —
Azér' vijjog a keselyű,
Azér' szállong turul s ölyű,
Mert holnap ilyenkor, halott,
Százezrivel fog veszni ott.

Na język polski poemat przełożył Antoni Lange.

Dlaczego żałobnie tak kracze pstry sokół?
Dlaczego w lazurze sęp lata naokół?
Dlaczego tak krążą te nieszczęść zwiastuny
Nad brzegiem szerokich, błękitnych wód Duny?
Dlatego żałobnie tak kracze pstry sokół,
Dlatego w lazurze sęp krąży naokół,
Że jutro w tem miejscu, o tejże godzinie,
Tysiące rycerzy w strumieniach krwi zginie.

Przekład został zamieszczony w drugim tomie autorskiej antologii Langego Przekłady z poetów obcych, wydanej w 1899.